# Batalla de Liscarroll

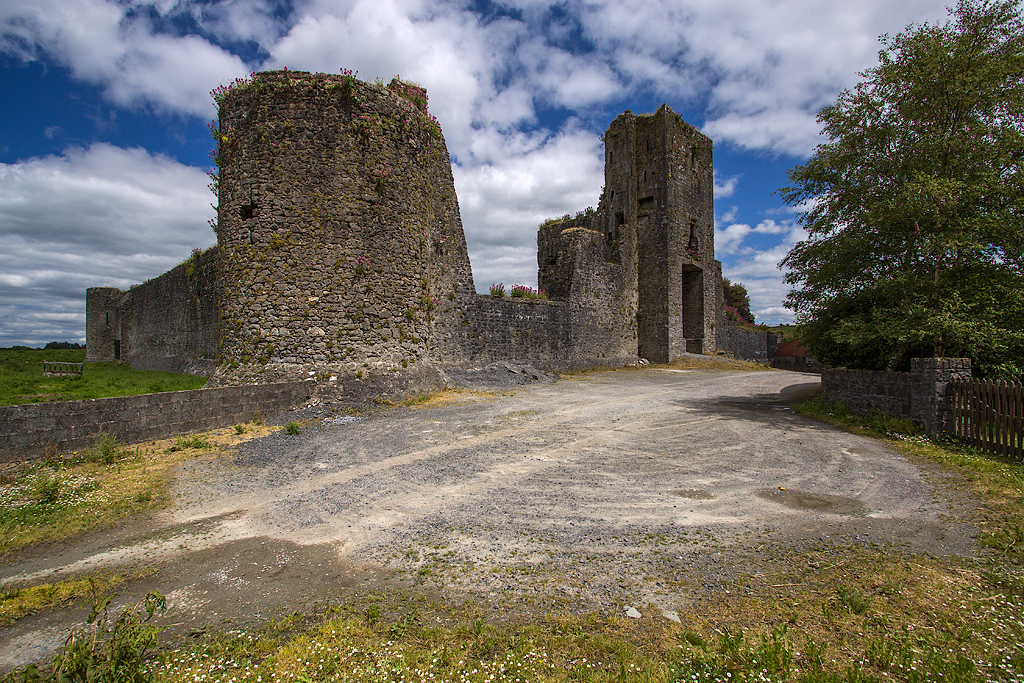
Castillos de Munster: Liscarroll, Cork Sir Philip Percival adquirió este castillo-fortaleza del de los Barry durante la década de 1620

La batalla de Liscarroll tuvo lugar en el condado de Cork en julio de 1642, al comienzo de la guerra de los once años. Un ejército confederado irlandés de unos 6000 hombres y mandado por Garret Barry – un soldado profesional - fue derrotado por una fuerza inglesa mandada por el conde de Inchiquin.

## Fuerzas de los combatientes
El Ejército Confederado estaba formado por las milicias creadas por los Señores locales después de la rebelión irlandesa de 1641. La fuerza inglesa se componía de un contingente de soldados enviado desde Inglaterra y por colonos ingleses de Munster como la familia Boyle –de la que provenían Roger Boyle, conde de Orrery, Richard Boyle, conde de Cork y Lewis Boyle, Vizconde Boyle de Kinalmeaky, que participaron en la batalla. Lewis Boyle falleció en la misma.
Barry había conquistado el castillo de Liscarroll sobre el río Awbeg con el objetivo de bloquear la ciudad de Cork, en poder de los ingleses. Inchiquinn salió de la ciudad para recuperar el castillo y poco después se inició la batalla.
La caballería confederada estaba dirigida por un hombre llamado Oliver Stephenson, descendiente de colonos isabelinos, pero que se había unido a los rebeldes por su condición de católico.

## La batalla
La caballería de Stephenson cargó contra los hombres de Inchiquin, desbandándoles y llegando a capturar al propio Inchiquin. Sin embargo, Stephenson fue abatido por un hermano del conde, lo que desmoralizó a los irlandeses, que retrocedieron. La infantería irlandesa carecía del entrenamiento y la disciplina para resistir una carga de caballería y huyó en cuanto fue atacada, lo que significó la derrota de los rebeldes. La desigual proporción de mosquetes también influyó en el resultado final, con 1500 armas inglesas frente a 500. La mayoría de los irlandeses eran piqueros.

## Bajas y consecuencias
Unos 600 soldados confederados resultaron muertos, incluyendo un importante número de oficiales como Stephenson. La población católica local quedó diezmada a consecuencia de la batalla, como los Fitzgerald de Desmond, que perdieron a 18 de sus miembros. Fueron enterrados en una fosa común a las afueras de Liscarroll. Además, Inchiquinn ejecutó a más de 50 oficiales confederados a los que había hecho prisioneros, ahorcándolos al día siguiente. La batalla significó que Cork sería un baluarte británico y protestante durante el resto de la guerra.